# Гарбулок
Гарбулок (Гарбулоц) (д/н — після 882) — 8-й емір аль-Тефеліса у 878—882 роках. Є перекрученим арабським ім'ям.

## Життєпис
Походження є дискусійним: згідно «Літопису Картлі» був рабом еміра Ісхака ібн Ісмаїла. Втім грузинська історикиня Маріам Лордкіпанідзе вважала, що Гарбулок належав до роду Шейбанідів.
878 року відсторонив від владу Мухаммада ібн Халіла, захопивши аль-Тефеліс. Успішно воював проти Гавріїла, еріставі-хорєпископа Кахетії, віднявши в нього область Гардабан.
881 року проти еміра об'єдналися Гуарам, еріставі Кларджеті, та Падла I Аревманелі, новий володар Кахетії. В результаті 882 року Гарбулок зазнав поразки, а потім потрапив у полон до Гуарама. який відправив еміра до візантійського імператора. Подальша його доля невідома.
Втім новий еміром було поставлено Джафара ібн Алі.